# Minette (Fluss)
Die Minette ist ein Fluss in Frankreich, der im Département Ille-et-Vilaine, in der Region Bretagne verläuft. Sie entspringt bei La Barberie, an der Gemeindegrenze zwischen Romagné und Saint-Germain-en-Coglès. Der Fluss entwässert generell in westlicher Richtung und mündet nach rund 25 Kilometern beim Ort Brais, im Gemeindegebiet von Vieux-Vy-sur-Couesnon, als rechter Nebenfluss in den Couesnon.

## Orte am Fluss
- Saint-Hilaire-des-Landes
- Baillé
- Le Tiercent
- Saint-Christophe-de-Valains